# Серипола Пинета (Мачерата)
Серипола Пинета је насеље у Италији у округу Мачерата, региону Марке.
Према процени из 2011. у насељу је живело 27 становника. Насеље се налази на надморској висини од 572 м.